# Keiji Yoshimura
Keiji Yoshimura (født 8. august 1979) er en japansk tidligere professionel fodboldspiller.
Han har spillet for flere forskellige klubber i sin karriere, herunder Nagoya Grampus og Ehime FC.